# Monuments religieux romans de l'Ardèche
Cet article contient une liste des monuments religieux romans de l'Ardèche.

## Liste
- Haut – A
- B
- C
- D
- E
- F
- G
- H
- I
- J
- K
- L
- M
- N
- O
- P
- Q
- R
- S
- T
- U
- V
- W
- X
- Y
- Z

### A

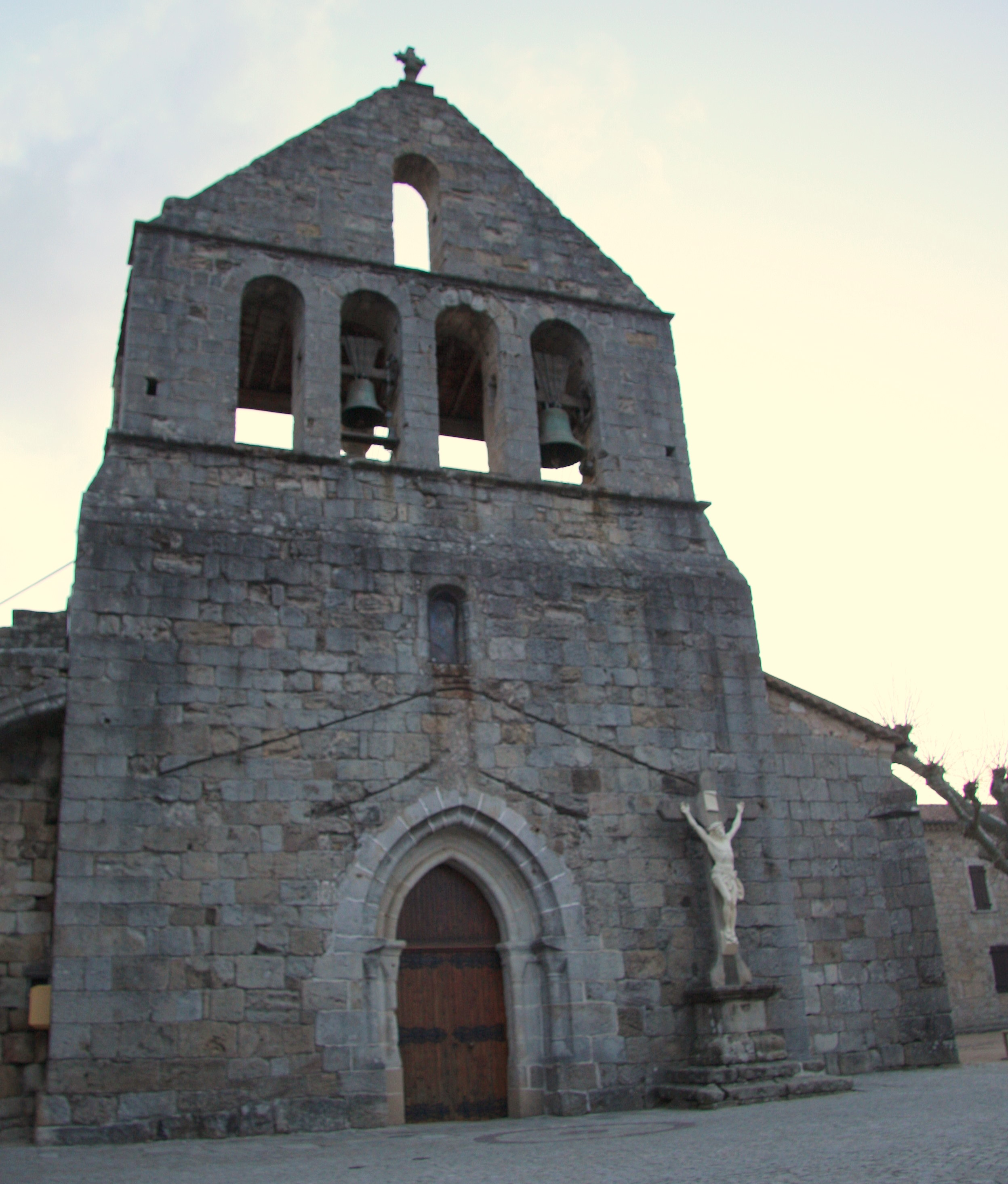
Église d'Ailhon

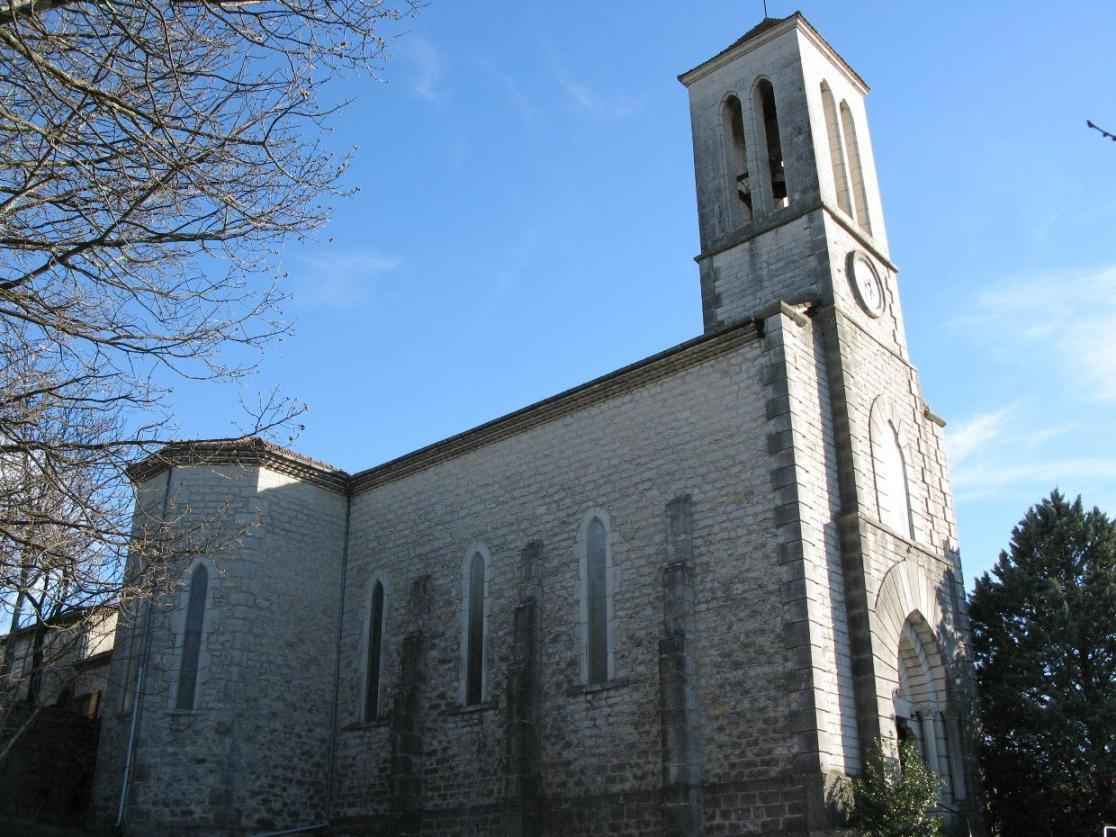
Église Saint-Madeleine de Balazuc

- Ailhon : Église Saint-André
- Antraigues-sur-Volane

### B
- Balazuc: Église Saint-Madeleine
- Beaumont: Le village de Beaumont sur le site www.patrimoine-ardeche.com
- Bourg-Saint-Andéol: Chapelle Notre-Dame-de-Chalon, Chapelle Notre-Dame-de-Cousignac, Chapelle Saint-Féréol
- Brahic:

### C

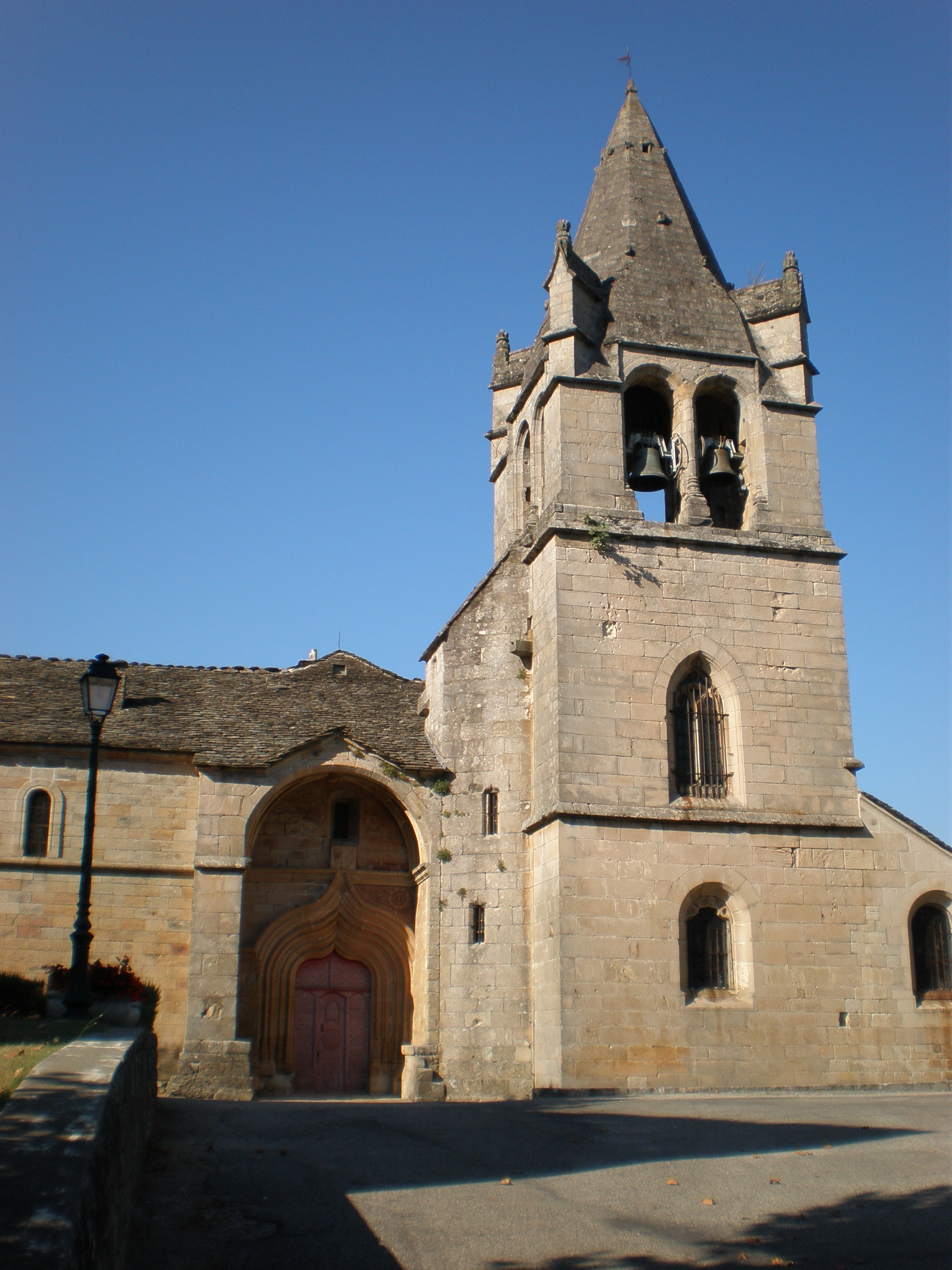
L'église Saint-Victor de Gravières

- Chambonas: Église Saint-Martin
- Chassagnes: Ermitage Saint Eugène
- Chassiers:  Église Saint-Benoit
- Chazeaux: Église Saint-André
- Coucouron: Église Saint-Martin
- Coux: La chapelle de Lubilhac
- Cruas: Abbatiale Sainte-Marie

### F
- Faugères: Saint Théofrède de Faugères, église romane fortifiée à clocher à peigne.

### G
- Genestelle: Église Sainte-Marie
- Gravières: Église Saint-Victor
- Grospierres: Chapelle de Notre-Dame-des-Songes

### I
- Issarlès

### J

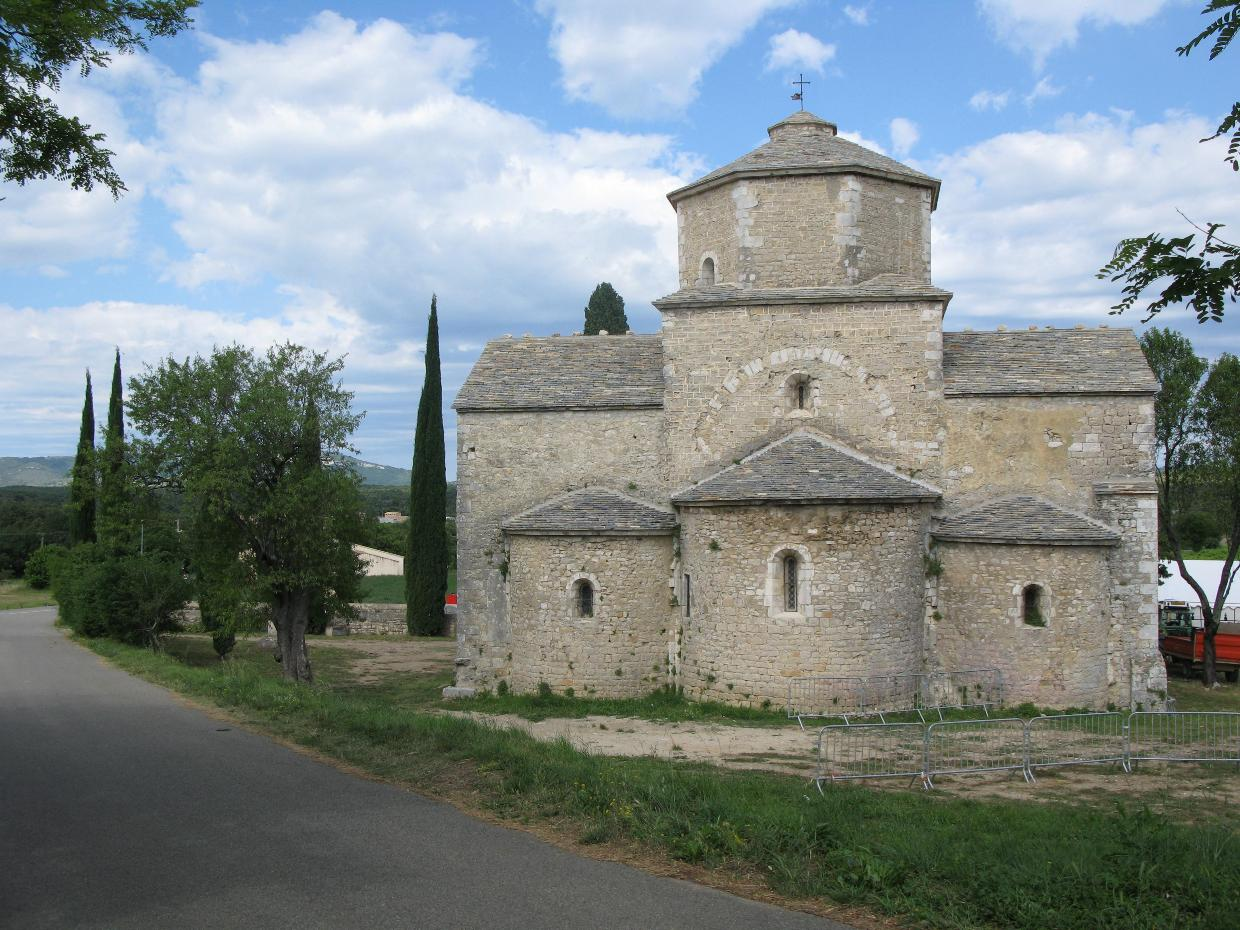
Église Saint-Pierre de Larnas

- Joannas

### L

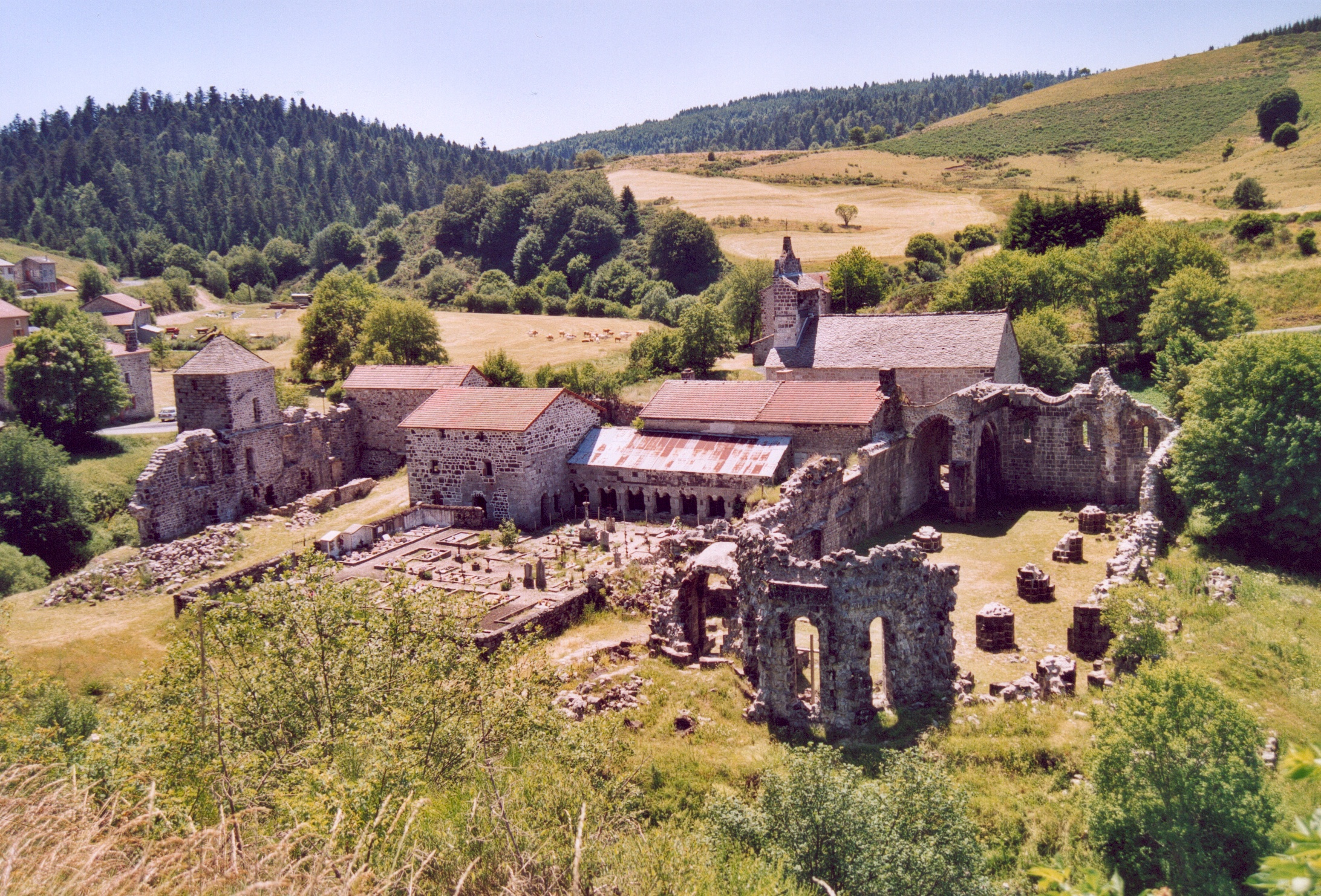
abbaye de Mazan de Mazan-l'Abbaye

- Lachapelle-Graillouse: Chapelle Graillouse
- Lafigère:
- Lamastre
- Larnas: Église Saint-Pierre
- Lavillatte: commanderie des Hospitaliers de Saint-Jean-de-Jérusalem
- Le Teil: Église Saint-Étienne de Mélas
- Lespéron: Église Saint-Hilaire

### M

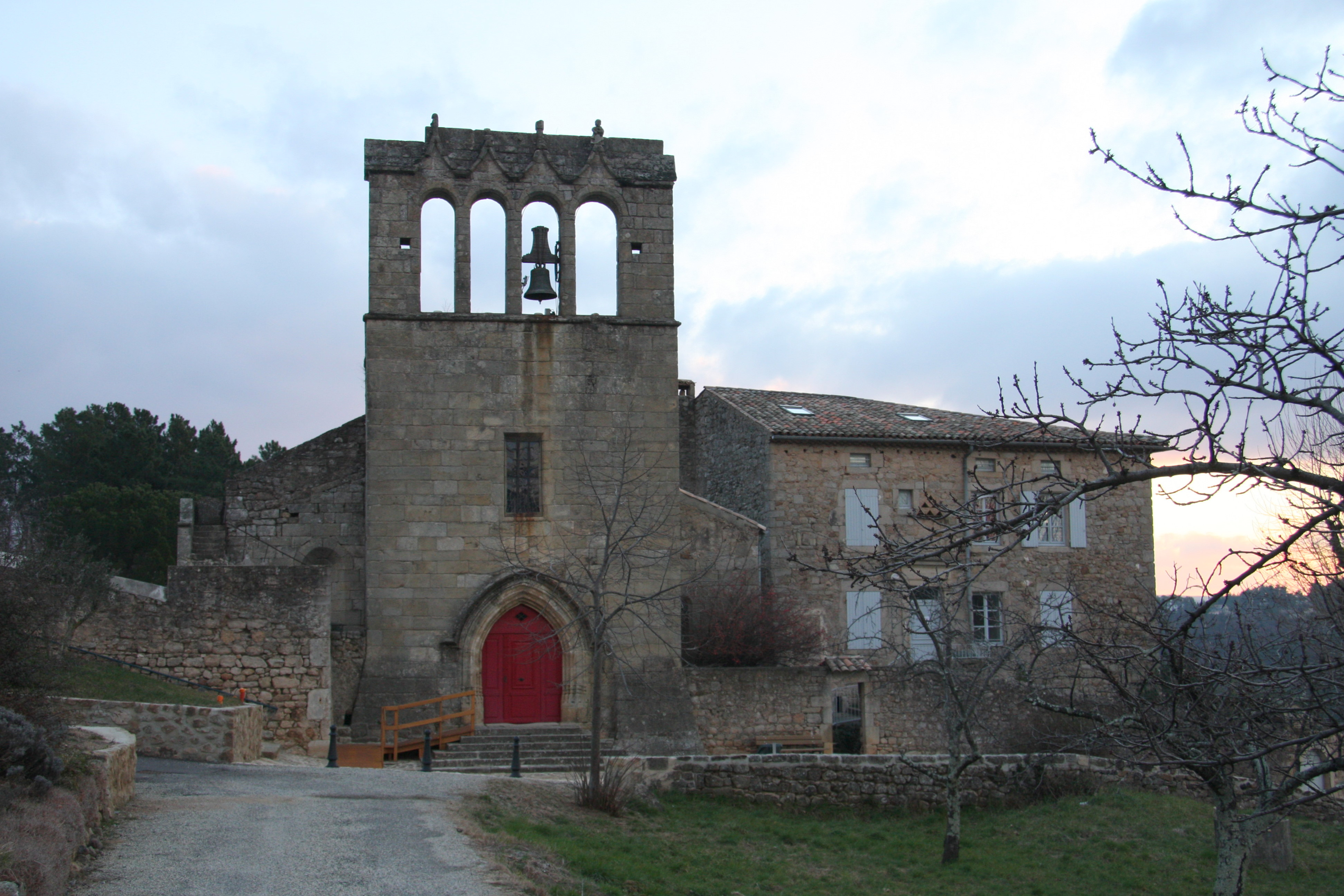
église de Mercuer

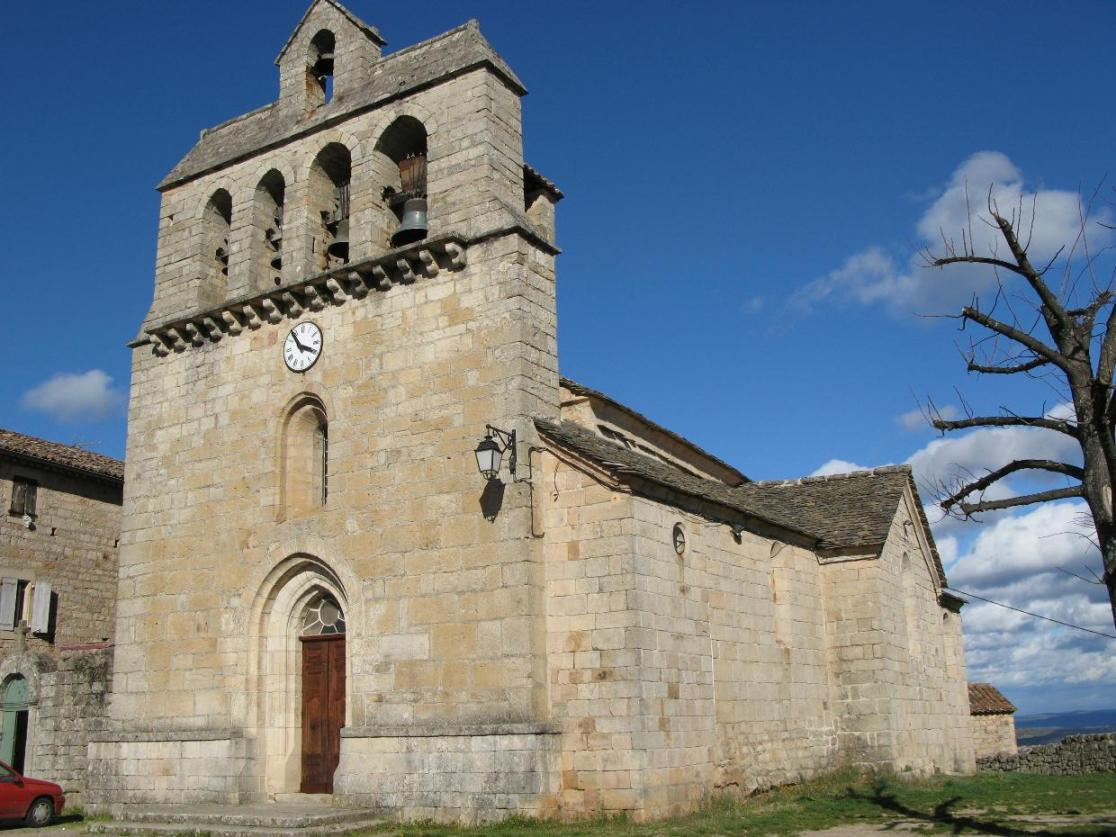
Église de Payzac

- Mazan: Vestiges de l'abbaye cistercienne
- Mercuer
- Malarce-sur-la-Thines: Église Notre Dame de Thines, Église de Malarce
- Montpezat-sous-Bauzon:  Église Notre-Dame de Prévenchères
- Montselgues: Église Saint-Martin
- Meysse: Saint-Jean-Baptiste

### P
- Payzac
- Pont-de-Labeaume: Église Notre-Dame de Nieigles
- Pranles: Église Notre-Dame-de-l'Assomption;[maison de Pierre et Marie Durand]
- Prunet

### Q
- Quintenas: Église Saint-Pierre-aux-Liens

### R
- Ribes
- Rochecolombe: Église Saint-Pierre de Sauveplantade, Église Saint-Barthélemy de Rochecolombe

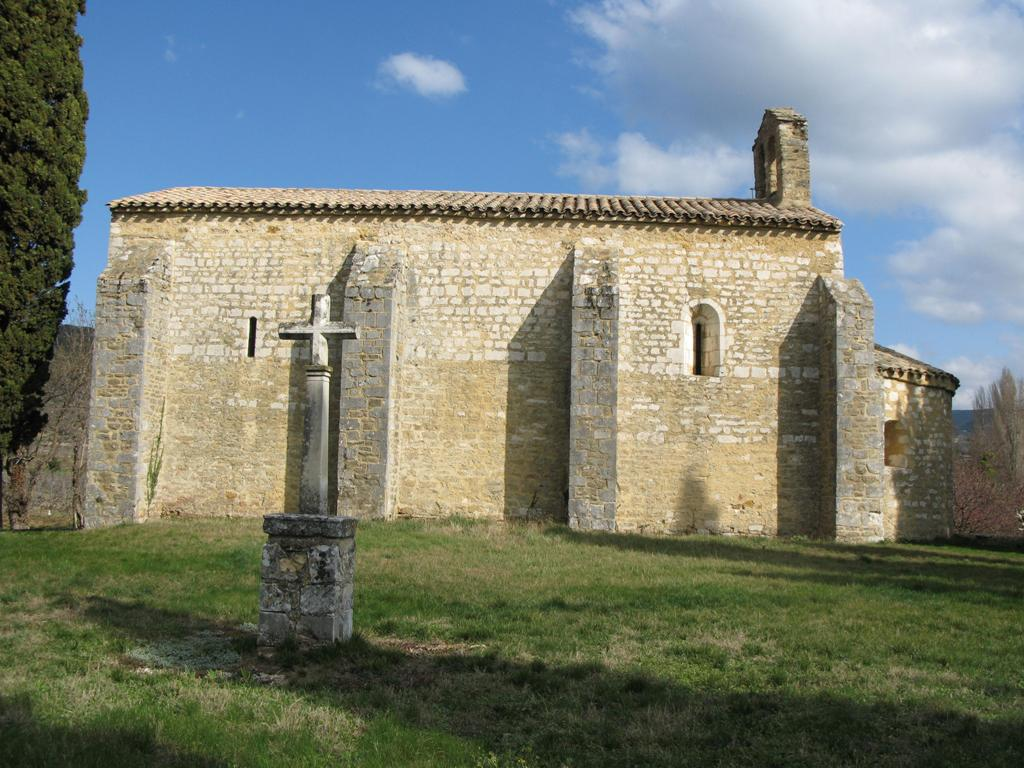
Chapelle Saint André de Mithroys de Saint-Montan

- Rocles
- Rosières: Église de Balbiac
- Ruoms: Église Saint-Pierre

### S
- Saint-André-Lachamp:
- Saint-Cirgues-de-Prades: Église Saint-Cirgues
- Saint-Cirgues-en-Montagne: Église Saint-Cyr
- Saint-Félicien: Église Saint-Félicien
- Saint-Jean-de-Pourcharesse: Église Saint-Jean-de-Pourcharesse
- Saint-Julien-du-Serre: Église Saint-Julien-du-Serre
- Saint-Just-d'Ardèche: Église Saint-Just
- Saint-Marcel-d'Ardèche: Chapelle Saint-Sulpice de Trignan, chapelle Saint-Julien-la-Reine
- Saint-Maurice-d'Ardèche: Église Saint-Maurice-d'Ardèche
- Saint-Maurice-d'Ibie
- Saint-Montan: Chapelle Saint-André-de-Mitrois, chapelle Saint-Samonta
- Saint-Thomé: Église Saint-Thomas
- Salavas: ruines des églises St-Julien et St-Jean

### T

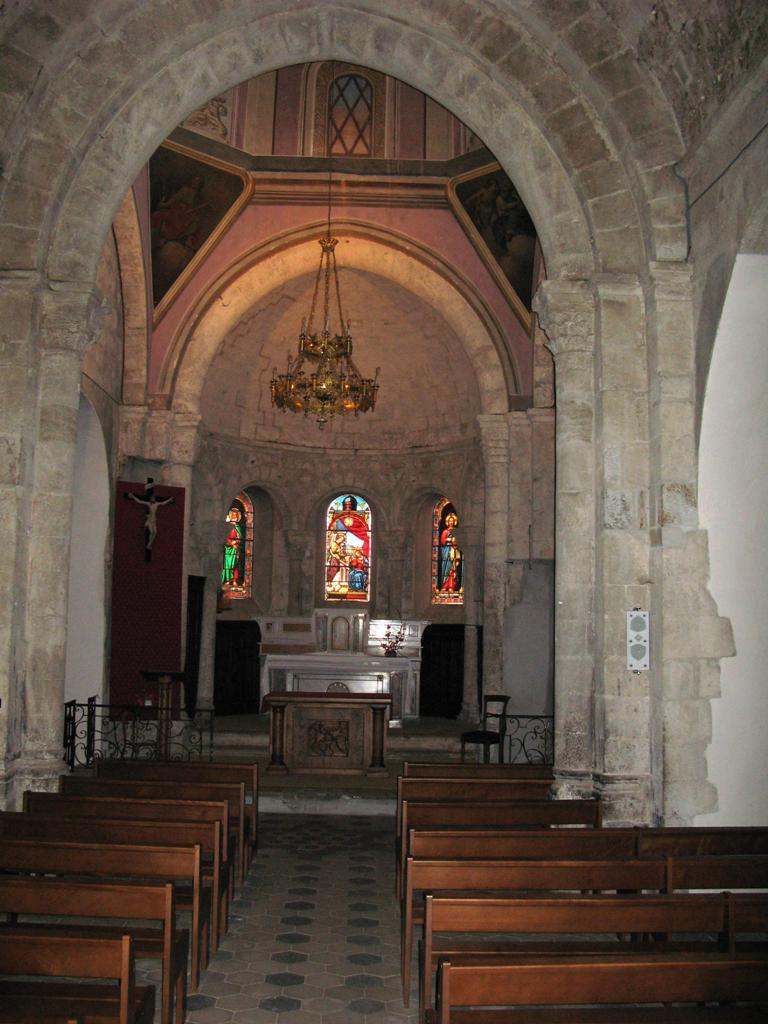
Église Notre-Dame de L'Annonciation de Vinezac

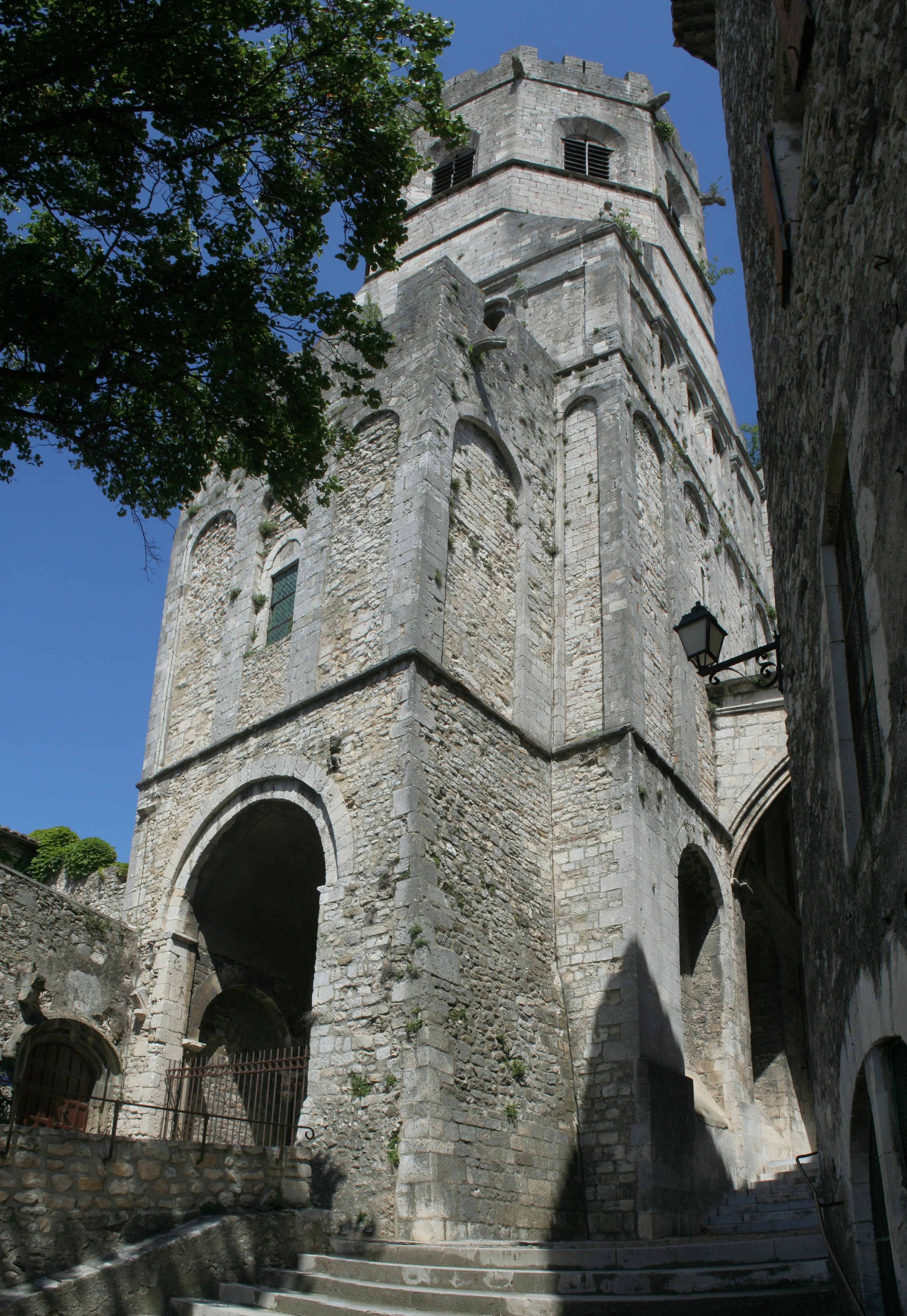
cathédrale Saint-Vincent de Viviers

- Tournon: Église Saint-Julien-de-Brioude

### V
- Vesseaux:
- Vinezac: Église Notre-Dame de L'Annonciation
- Viviers: Cathédrale Saint-Vincent
- Vogüé